# Bobo Diulasso

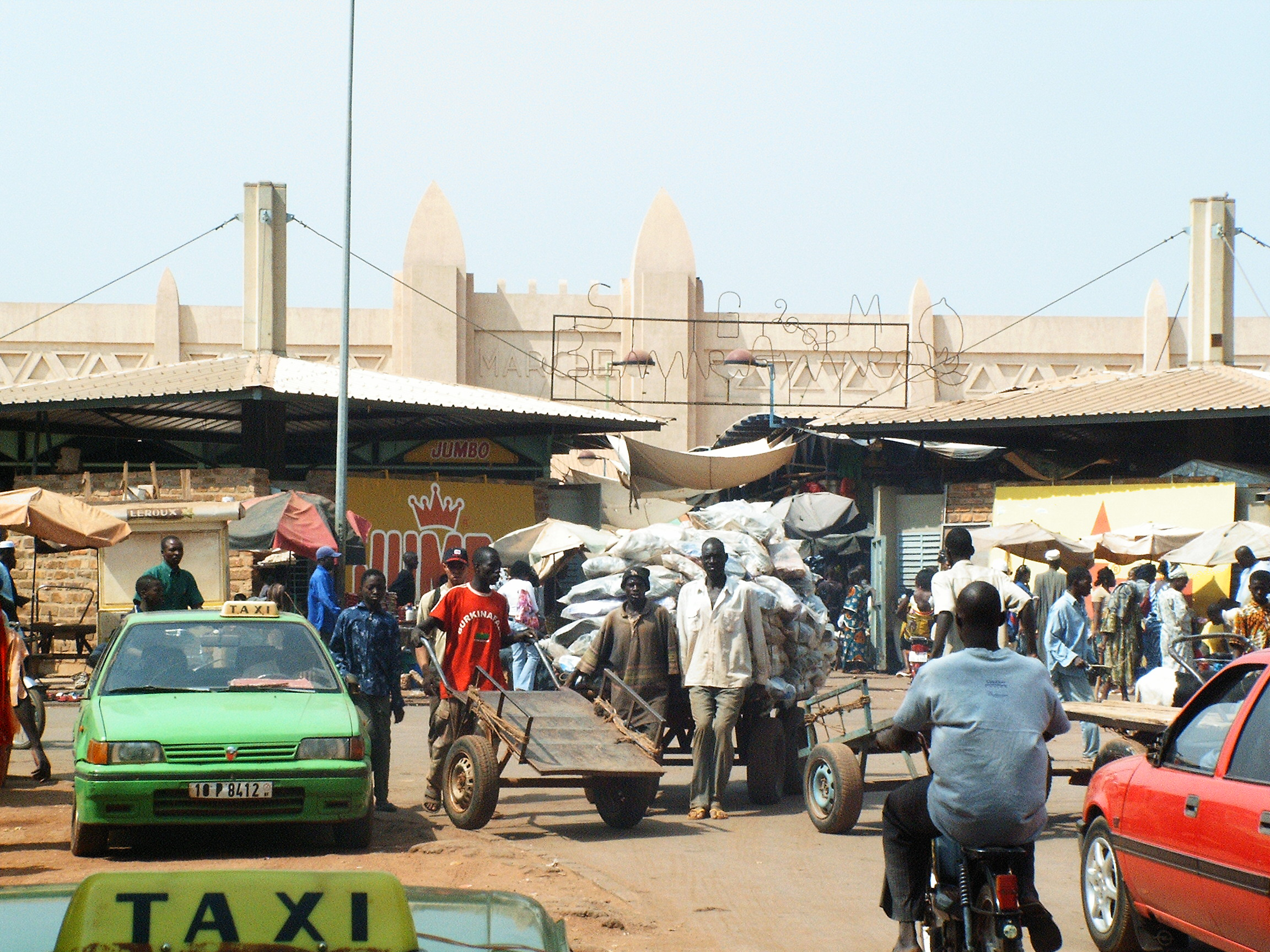
Mercado de Bobo Diulasso

Bobo Diulasso (em francês: Bobo-Dioulasso), com 600 000 habitantes, é a segunda maior cidade do Burquina Fasso (a maior é a capital, Uagadugu). A cidade, às margens do rio Ué, está situada na província de Houet, no sudoeste do Burquina Fasso, a 350 quilómetros de Uagadugu. É cortada pela estrada de ferro Abijã-Uagadugu, e se destaca no contexto do país tanto economicamente (comércio agrícola e indústria têxtil) quanto culturalmente.
A diúla ou jula, derivada da bambara e falada originalmente pelos diúlas, é a lingua franca desta cidade. Aliás, o nome Bobo Diulasso significa, literalmente, "Casa dos Bobos que falam Diúla", em referência aos dois grupos dominantes naquelas região do país; muito embora, a cidade seja bastante diversa, étnica e linguisticamente, devido à sua posição como ponto de confluência de antigas rotas de comércio trans-saarianas.
A cidade surgiu no século XV, com o nome de Sya. Foi ocupada pelos Franceses em 1897. Seus cartões postais mais famosos são a Velha Mesquita, construída em 1880, e a Casa Consa, um pesqueiro do século XV, lugar sagrado. A cidade também possui uma estação ferroviária, um aeroporto, um museu, um jardim zoológico e um mercado de cerâmicas.